# Hendek
Hendek là một huyện thuộc tỉnh Sakarya, Thổ Nhĩ Kỳ. Huyện có diện tích 585 km² và dân số thời điểm năm 2007 là 74890 người, mật độ 128 người/km².